# Linia metra

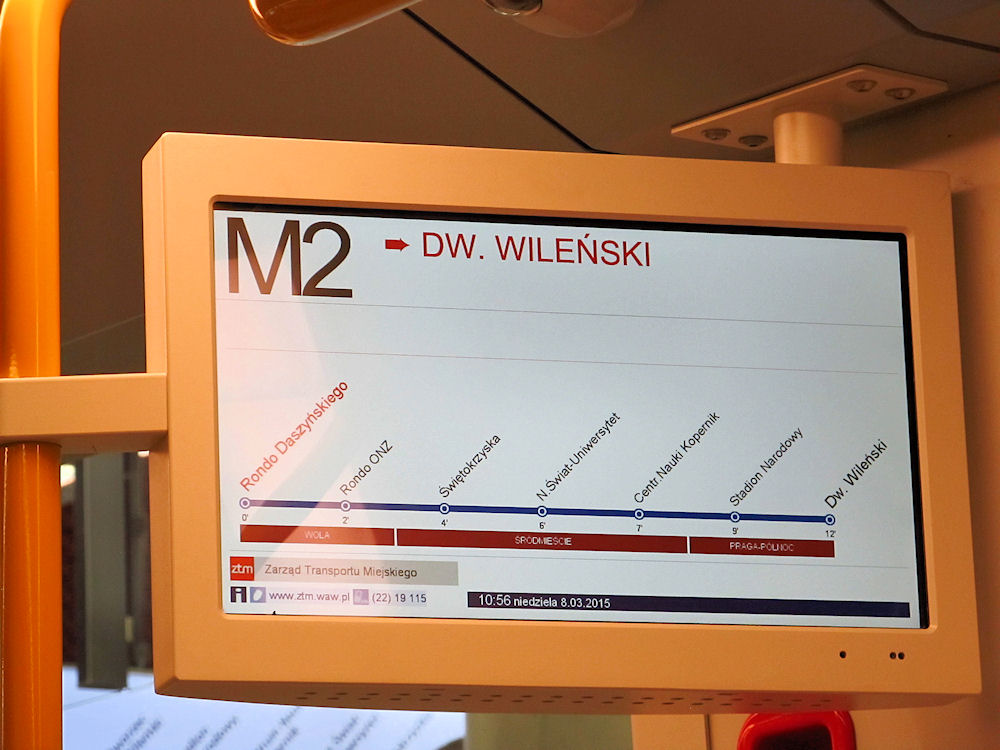
Schemat linii metra

Linia metra – ciągły układ stacji metra i szlaków metra, wraz z torami, rozjazdami, budynkami i budowlami oraz urządzeniami przeznaczonymi do prowadzenia ruchu pojazdów metra.